# Championnat d'Europe féminin de rink hockey des moins de 19 ans 2001
Navigation
Championnat d'Europe féminin -19 ans 2005
Le championnat d'Europe de rink hockey féminin des moins de 19 ans 2001 se déroule du 19 au 21 juillet 2001 à Marl en Allemagne. Il s'agit de la première édition expérimentale de la compétition, qui n'est pas prise en compte dans le comptage des éditions de la compétition. La compétition est remportée par le Portugal.

## Participants
Quatre équipes prennent part à la compétition :
- Allemagne
- France
- Portugal
- Suisse

## Format
Le championnat donne le titre non officiel de champion d'Europe 2001. Il est en effet tenu à titre expérimental et n'est pas reconnu et comptabilisé par la Confédération européenne de roller-skating.
La compétition comprend deux phases successives. Une première phase de groupe se dispute selon la formule d'un championnat où chaque équipe rencontre une fois tous ses adversaires. À l'issue de cette première phase ont lieu des demi-finales et la finale. Dans une première demi-finale, l'équipe terminant première de la première phase rencontre le dernier. Les deux autres équipes se rencontrent dans l'autre demi-finale. Les deux vainqueurs se rencontrent alors en finale pour désigner le vainqueur de la compétition.
Les matches se jouent en deux mi-temps de 20 minutes effectives sur une piste de 40 mètres sur 20 mètres. Lors de la première phase, les équipes se voient attribuer respectivement 3 points, 1 point et 0 point pour une victoire, un nul et une défaite.

## Résultats

### Phase de groupe
L'Allemagne, avec deux victoires et un match nul, remporte invaincue la première phase devant le Portugal qui totalise une victoire et deux matchs nuls.
| Rang | Équipe    | Pts | J | G | N | P | Bp | Bc | Diff |  | Résultats |  |     |      |     |
| ---- | --------- | --- | - | - | - | - | -- | -- | ---- |  | --------- |  | --- | ---- | --- |
| 1    | Allemagne | 7   | 3 | 2 | 1 | 0 | 18 | 2  | +16  |  | Allemagne |  | 1-1 | 11-0 | 6-1 |
| 2    | Portugal  | 5   | 3 | 1 | 2 | 0 | 8  | 6  | +2   |  | Portugal  |  |     | 4-2  | 3-3 |
| 3    | France    | 3   | 3 | 1 | 0 | 2 | 6  | 17 | -11  |  | France    |  |     |      | 4-2 |
| 4    | Suisse    | 1   | 3 | 0 | 1 | 2 | 6  | 13 | -7   |  | Suisse    |  |     |      |     |

### Tableau final
En demi-finale, l'Allemagne et le Portugal domine respectivement la France 6-2 et la Suisse 6-3. En finale, l'Allemagne rencontre le Portugal. Le match s'avère serré et le Portugal le remporte 1-0 par le plus petit des écarts. Dans le match pour la troisième place, la France domine la Suisse 5-0.
L'équipe féminine portugaise remporte le titre de championne d'Europe officieuse des moins de 19 ans.
|  | Demi-finales | Demi-finales |          |   | Finale | Finale |
|  | Demi-finales | Demi-finales |          |   | Finale | Finale |
|  |              |              |          |   |        |        |
|  |              |              |          |   |        |        |
|  |              |              |          |   |        |        |
|  | Portugal     | 6            |          |   |        |        |
|  | Portugal     | 6            |          |   |        |        |
|  | France       | 2            |          |   |        |        |
|  | France       | 2            | Portugal | 1 |        |        |
|  |              |              | Portugal | 1 |        |        |
|  |              | Allemagne    | 0        |   |        |        |
|  | Allemagne    | Allemagne    | 0        | 6 |        |        |
|  | Allemagne    |              |          | 6 |        |        |
|  | Suisse       | 3            |          |   |        |        |
|  | Suisse       | 3            | 3e place |   |        |        |
|  |              |              |          |   |        |        |
|  |              |              |          |   |        |        |
|  |              |              |          |   |        |        |
|  | France       | 5            |          |   |        |        |
|  | France       | 5            |          |   |        |        |
|  | Suisse       | 0            |          |   |        |        |
|  | Suisse       | 0            |          |   |        |        |